# Snam
Snam — итальянская компания, оператор газотранспортной системы Италии. Штаб-квартира и главный центр управления системой находятся в городе Сан-Донато-Миланезе (пригород Милана).

## История
Компания была учреждена правительством Италии в 1941 году под названием Società Nazionale Metanodotti (SNaM, с итал. — «Национальное общество метановых трубопроводов») для прокладки и обслуживания газопроводов. Ранее в долине реки По были обнаружены значительные запасы метана, их разработка началась в 1946 году. В 1949 году Snam была поглощена нефтегазовой компанией Agip, которая с 1953 года называется Eni. Snam стала основой инженерно-строительного подразделения в составе Eni, помимо прокладки трубопроводов она также строила нефтеперерабатывающие и нефтехимические заводы, производила танкеры и буровые платформы.
В 1983 году была завершена прокладка первой очереди Транссредиземноморского газопровода для транспортировки природного газа из Алжира в Италию. В декабре 2001 года газотранспортное подразделение Eni было преобразовано в компанию Snam Rete Gas, её акции были размещены на Итальянской фондовой бирже. В 2009 году у Eni за 4,5 млрд евро были куплены Stogit (оператор газохранилищ) и Italgas (газораспределительная компания). В 2012 году Snam Rete Gas сменила название на Snam. В октябре 2012 года банк Cassa Depositi e Prestiti купил у Eni оставшиеся акции Snam (30 %). В ноябре 2016 года Italgas был выделен в самостоятельную компанию.

## Собственники и руководство
Крупнейшим акционером является государственный инвестиционный банк Италии Cassa Depositi e Prestiti (31,35 %). Крупнейший частный инвестор — семья Миноцци (владельцы производителя керамической плитки Iris Ceramica Group), которой принадлежит 7,5 % акций.
- Моника де Вирджилиис (Monica de Virgiliis, род. в 1967 году) — председатель совета директоров с апреля 2022 года, член совета директоров с 2017 года[6].
- Стефано Веньер (Stefano Venier, род. в 1963 году) — генеральный директор с апреля 2022 года. До этого возглавлял Hera Group, итальянскую компанию, предоставляющую коммунальные услуги[7].

## Деятельность
Подразделения по состоянию на 2023 год:
- транспортировка природного газа — компании принадлежит около 38 тыс. км газопроводов, за 2023 год по ним прошло 64,1 млрд м³ газа; 58 % выручки;
- газохранилища — 13 % выручки;
- регазификация — транспортировка природного газа судами-газовозами, регазификация; 2 % выручки;
- возобновляемая энергетика — строительство и управление предприятиями по производству биогаза; 26 % выручки.

В списке крупнейших публичных компаний мира Forbes Global 2000 за 2023 год Snam заняла 1106-е место.